# Regne de Virata
Virata fou un regne governat pel rei de Matsya anomenat Virata. Fou aquí que el Pandaves van passar el seu 13è any d'anonimat (Ajgnata Vasa) després dels seus 12 anys de vida a la selva (Vana Vasa) en els boscos de Kamyaka i Dwaita. La seva capital era Virata Nagari, moderna Biratnagar al districte de Morang al Nepal. Upaplavya era una altra ciutat d'aquest regne on el Pandaves i els seus aliats van acampar abans del començament de la gran guerra de Kurukshetra.
El rei Virata i els seus fills van participar en la gran guerra i van morir. La filla de Virata, Uttara, es va casar amb el fill d'Arjuna Abhimanyu i van ser els pares de Parikshit qui més tard esdevingué el rei de Kuru després del regnat dels Pandaves. Es creu que els Pandaves amb l'esposa Draupadi van entrar al Nepal a través de la moderna Buddhanagar, un suburbi de Biratnagar. El rei Virat (o Birat) els va deixar estada dins el palau i els va donar diverses feines. Una recerca arqueològica el 1960 va trobar les ruïnes d'un temple datat al voltant del segle i aC, al voltant del temps del Mahabharata.

## Kichakbadh
Durant l'exili Bhima va matar a Kichaka per insultar a Draupadi. Hi ha un lloc al districte de Jhapa/Kishanganj anomenat Kichakbadh a 50 km de Biratnagar i de Kishanganj. Aquest lloc es creu que fou el lloc on Kichak va ser mort.

## Arjundhara
Hi ha també un lloc i temple famós anomenat Arjundhara al districte de Jhapa.
És cregut que Arjuna va utilitzar aquest lloc per anar-hi amb els seus ramats. Un dia tenia sed però no hi hi havia aigua per la zona. Per obtenir aigua, va copejar el terra amb la seva fletxa. Va fer un forat a la terra a través del qual va sorgir l'aigua que va aplacar la sed d'Arjuna i del ramat. Es va formar una bassa que va quedar agregada després al temple i es creu encara que és l'aigua del forat fet per Arjuna.